# Município de Springfield (condado de Mahoning, Ohio)
O município de Springfield (em inglês: Springfield Township) é um município localizado no condado de Mahoning no estado estadounidense de Ohio. No ano de 2010 tinha uma população de 6.703 habitantes e uma densidade populacional de 74,15 pessoas por km².

## Geografia
O município de Springfield encontra-se localizado nas coordenadas 40° 56′ 19″ N, 80° 34′ 21″ O. Segundo o Departamento do Censo dos Estados Unidos, o município tem uma superfície total de 90.4 km², da qual 86.55 km² correspondem a terra firme e (4.26%) 3.85 km² é água.

## Demografia
Segundo o censo de 2010, tinha 6.703 habitantes residindo no município de Springfield. A densidade populacional era de 74,15 hab./km². Dos 6.703 habitantes, o município de Springfield estava composto pelo 97.87% brancos, o 0.42% eram afroamericanos, o 0.07% eram amerindios, o 0.57% eram asiáticos, o 0.01% eram insulares do Pacífico, o 0.22% eram de outras raças e o 0.84% pertenciam a duas ou mais raças. Do total da população o 1.49% eram hispanos ou latinos de qualquer raça.